# Assedio di San Giovanni d'Acri (1104)
L'assedio di Acri del 1104 fu un attacco condotto dalle forze crociate guidate da Baldovino I di Gerusalemme contro la città musulmana di Acri, all'epoca in mano al Califfato fatimide e amministrata dall'emiro Zahr ad-Dawlah al-Juyushi. Il re Baldovino intendeva ampliare l'estensione dei territori cristiani nel Levante ed era ben consapevole della necessità di disporre di un solido porto e avamposto che potesse agevolare le operazioni. Così, già nel 1103 tentò di attaccare Acri, ma la città resistette vigorosamente e respinse gli assalitori.
Nel 1104, grazie al supporto della Repubblica di Genova, Baldovino ritentò l'assedio e stavolta ottenne il successo dopo qualche settimana di attacco. Diversi abitanti furono massacrati e molti lasciarono la città, come era stato previsto nelle condizioni pattuite a seguito della battaglia. Grazie alla conquista di Acri, il re di Gerusalemme si assicurò una città che avrebbe funto nei diversi decenni a venire da porto di riferimento per diverse spedizioni militari condotte in Terra santa.

## Contesto storico

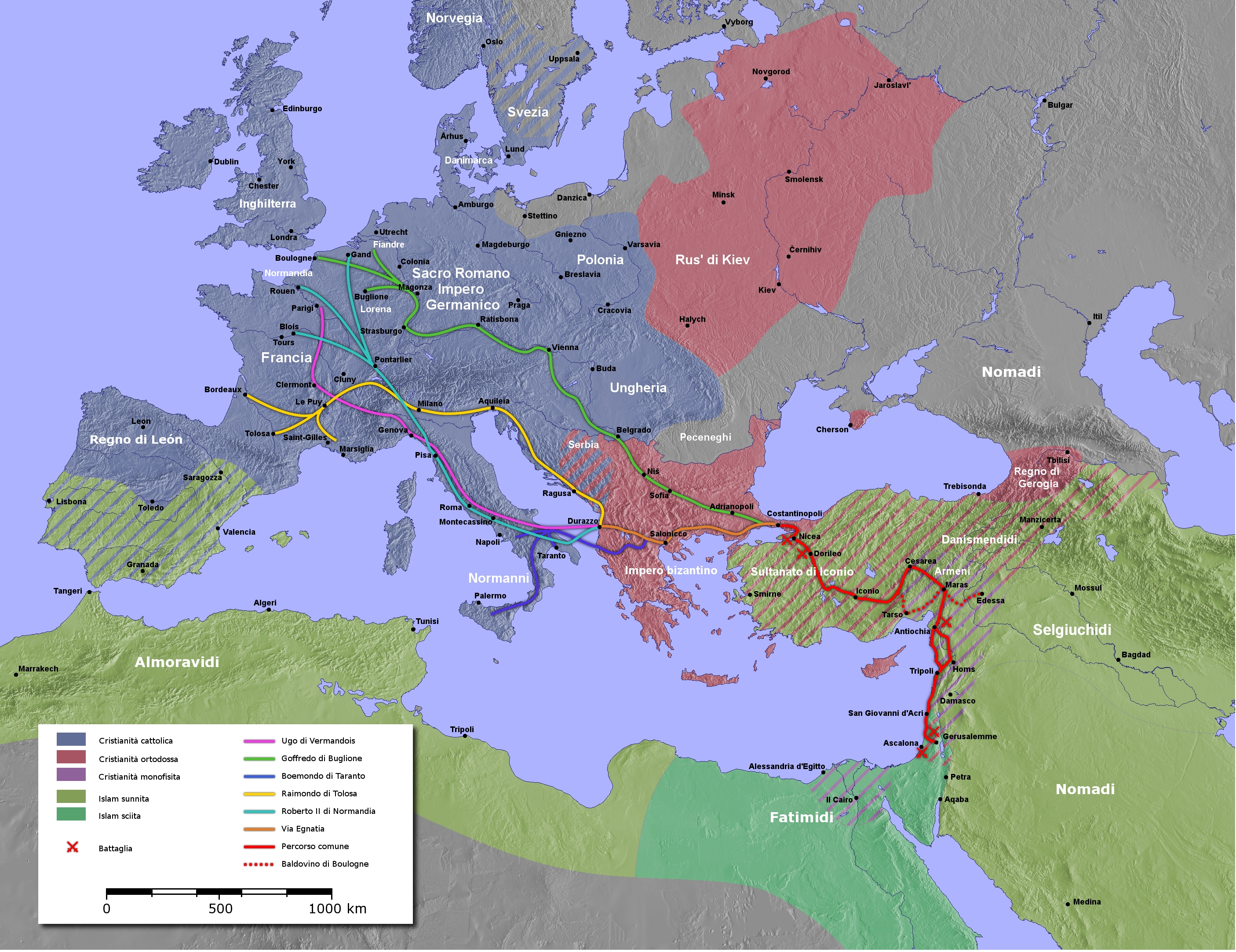
Cartina che mostra gli spostamenti delle truppe europee che raggiunsero la Terra santa e combatterono le battaglie storicamente comprese nella prima crociata

Quando nel 1099 si concluse la prima crociata, i cristiani erano riusciti a insediarsi stabilmente in Terra santa, conquistando Gerusalemme e realizzando l'obiettivo principale che si erano prefissati. Restavano da decidere gli sviluppi successivi, motivo per cui i comandanti della spedizione si riunirono e decisero innanzitutto di nominare un'autorità spirituale in città, dopodiché si incontrarono per individuare la guida politica e militare che li avrebbe governati. La prima fu individuata nell'arcivescovo Arnolfo di Rœux (sostituito presto da Dagoberto da Pisa), la seconda in Baldovino di Boulogne, divenuto re nel Natale del 1100, malgrado per nominare entrambe le figure fu necessario intavolare trattative e discussioni tutt'altro che semplici.
Quando si affermò al potere, Baldovino, che avrebbe regnato per ben diciotto anni, intuì subito la necessità di conferire un'identità politico-amministrativa ai territori sottomessi e di liberarsi di nemici interni ed esterni che minavano la sicurezza della regione. Consapevole della necessità di rafforzare la propria posizione agli occhi di quei principi che avevano ambito alla carica da lui rivestita, seppe sfruttare probabilmente una delle sue migliori qualità, quella di sapiente generale, compiendo una serie di incursioni a est e a sud di Gerusalemme che gli permisero di estendere i propri possedimenti.

## L'assedio

### 1103
Sebbene Baldovino si fosse assicurato il possesso delle città  costiere da Giaffa fino ad Haifa, i predoni musulmani continuavano a costituire una minaccia costante, soprattutto nelle vicinanze delle pendici del Monte Carmelo. Ciò rendeva la via tra Giaffa e Gerusalemme estremamente malsicura, come attestato dal pellegrino inglese di nome Sevulfo (Saewulf), il quale scriveva proprio in quell'epoca. I porti di Tiro e Acri, detenuti dagli egiziani, pullulavano inoltre di pirati che aggredivano le navi mercantili cristiane in rotta verso est.
Alla notizia dell'ennesima aggressione avvenuta via mare, Baldovino decise di pianificare un attacco contro Acri nella primavera del 1103. Egli contava sul supporto di alcune navi inglesi che potevano aiutarlo, ma non poté alcunché contro la guarnigione locale e alcune navi giunte da Tiro e Sidone che disponevano di macchinari pronti a scagliare del fuoco greco. Nonostante il ritiro, Baldovino sperò quanto meno di ridurre la presenza di gruppi di predoni che si muovevano via terra. Mentre si trovava sul Monte Carmelo per stanare i briganti, fu vittima di un'imboscata e rischiò addirittura la vita quando venne gravemente ferito ai reni. Ammalato e spostatosi a Gerusalemme, Baldovino venne a sapere che gli egiziani stavano assaltando le sue città, ma l'attacco si concluse con esiti infausti e li costrinse al ritiro.

### 1104

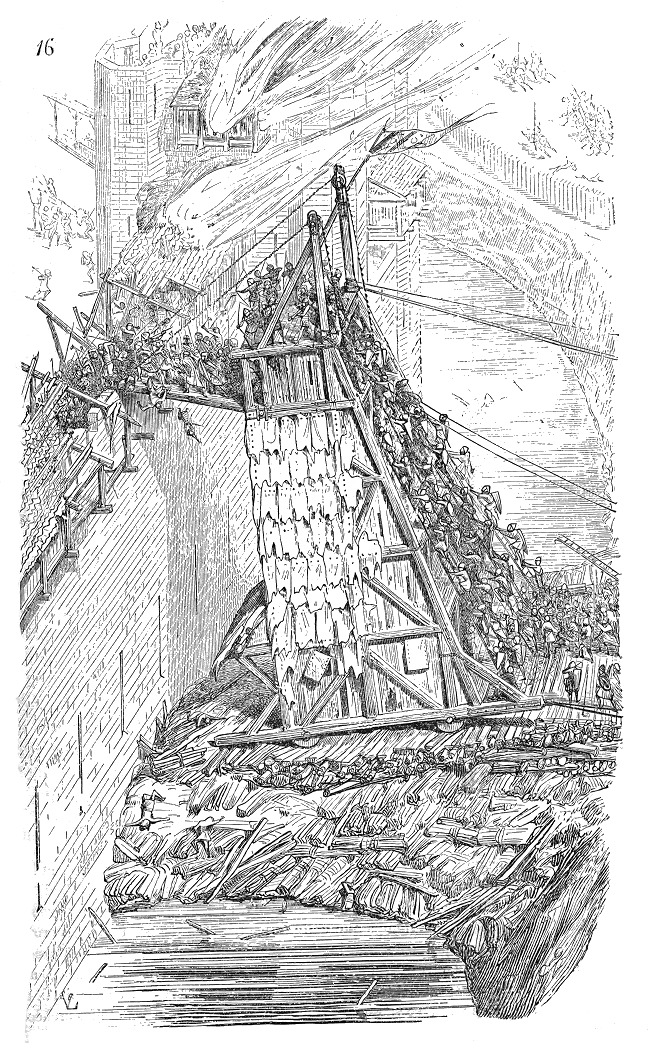
Una torre d'assedio in azione in un'illustrazione francese del XIX secolo

Nel maggio del 1104, la flotta genovese di settanta galee che aveva aiutato Raimondo IV di Tolosa a conquistare Gibelletto fece vela verso Haifa. Baldovino incontrò i genovesi e li convinse ad aiutarlo nell'assedio che intendeva compiere nuovamente ai danni di Acri, promettendo in cambio un terzo del bottino, vari privilegi commerciali e il possesso di un quartiere nel bazar. Gli alleati incominciarono le operazioni militari il 6 maggio; il comandante fatimita, il mamelucco Bena Zahr ad-Daulah al Juyushi, provò ad opporre una solida resistenza, ma non avendo ottenuto alcun aiuto dall'Egitto la situazione appariva volgere a suo sfavore. Dopo venti giorni Acri si arrese ai cristiani e ai cittadini fu concesso di andarsene sani e salvi con i loro beni mobili, mentre chi fosse rimasto sarebbe diventato sudditi del re franco. Baldovino accettò addirittura di concedere la presenza di una moschea ai musulmani, ma i marinai italiani rinnegarono qualsiasi accordo e aggredirono molti dei cittadini che stavano abbandonando la città, trucidandoli e derubandoli. Appresa questa notizia, Baldovino si adirò moltissimo: fu soltanto l'intervento del patriarca latino di Gerusalemme, Ebremaro di Thérouanne, a impedire che la situazione degenerasse e a consentire una rappacificazione.

## Conseguenze
Il possesso di Acri conferì a Baldovino un porto prezioso e, per così dire, versatile, in quanto fruibile a prescindere dalle condizioni meteorologiche in corso. A dispetto della distanza che lo separava da Gerusalemme (circa 150 chilometri), Acri diventò subito il principale porto del regno, sostituendo Giaffa e la sua rada aperta. Inoltre, rappresentava lo scalo principale da cui giungevano le mercanzie imbarcate per l'Occidente e provenienti da Damasco; la conquista cristiana non intaccò in alcun modo questo traffico di merci.